# Bámori
Bámori (del idioma ópata: Vatmori: "Cerca del agua") es un pueblo del municipio de Arivechi ubicado en el este del estado mexicano de Sonora, en la zona de la Sierra Madre Occidental. El pueblo es la tercera localidad más habitada del municipio, contando en 2020 con 112 habitantes según datos del Instituto Nacional de Estadística y Geografía (INEGI). Se encuentra a 8.4 km al sur de Arivechi, cabecera del municipio y a 236 km al este de Hermosillo, la capital estatal. Bámori tiene la categoría de comisaría municipal.
El nombre de Bámori proviene de la lengua indígena de los ópatas, de la raíces Vat, que significa "agua"; y Mori que significa "cerca", es decir: Cerca del agua, haciendo referencia a la corriente de agua que fluye cerca, el arroyo llamado también Bámori.

## Historia
El primer registro como localidad lo tuvo en el año de 1900 con la categoría de pueblo, anexado al poblado de Arivechi, en el evento censal de 1910 cambió de ser pueblo a a ser una congregación, en 1921 se registró la baja como localidad según el censo de ese año. En 1930 se rehabilita y se vuelve a habitar siendo de nuevo catalogado como pueblo.
El 26 de diciembre de 1930 bajo la Ley Núm. 68, la localidad se incluyó al municipio de Sahuaripa, haciéndose oficial el 26 de abril de ese mismo año. El 12 de abril de 1932 se crea el municipio libre de Arivechi según la Ley Núm. 64, y Bámori quedó bajo su administración de forma definitiva. Su mayor número de habitantes lo tuvo en la década de los años 1950, con 488 pobladores, según datos de INEGI.

## Geografía
Véase también: Geografía del Municipio de Arivechi
La localidad de ubica bajo las coordenadas 28°51′53″ de latitud norte y 109°10′01" de longitud oeste del meridiano de Greenwich a una elevación media de 522 metros sobre el nivel del mar, tiene una superficie habitada de 0.14 kilómetros cuadrados. Asentado en las serranías de la cordillera montañosa Sierra Madre Occidental, y está cercana a los límites divisorios entre los estados de Sonora y Chihuahua.

## Demografía
Según el Censo de Población y Vivienda realizado en 2020 realizado por el Instituto Nacional de Estadística y Geografía (INEGI), la villa tiene un total de 112 habitantes, de los cuales 63 son hombres y 49 son mujeres, con una densidad poblacional de 800 hab/km². En 2020 había 94 viviendas, pero de estas 39 viviendas estaban habitadas, de las cuales 12 estaban bajo el cargo de una mujer. Del total de los habitantes, 1 persona (0.89% del total) se considera afromexicana o afrodescendiente.
El 78.57% de sus pobladores pertenece a la religión católica, el 12.5% es cristiano evangélico/protestante o de alguna variante mientras que el 8.04% no profesa ninguna religión.

### Educación y salud
Según el Censo de Población y Vivienda de 2020; 1 niños de entre 6 y 11 años (0.89% del total), 5 adolescentes de entre 15 y 17 años (4.46%) y 2 jóvenes de entre 18 y 24 años (1.79%) no asisten a ninguna institución educativa. 1 habitante de 15 años o más (0.89%) es analfabeta, 1 habitante de 15 años o más (0.89%) no tiene ningún grado de escolaridad, 21 personas de 15 años o más (18.75%) lograron estudiar la primaria pero no la culminaron, 5 personas de 15 años o más (4.46%) iniciaron la secundaria sin terminarla, teniendo el pueblo un grado de escolaridad de 7.95.
La cantidad de población que no está afiliada a un servicio de salud es de 12 personas, es decir, el 10.71% del total, de lo contrario el 88.39% sí cuenta con un seguro médico ya sea público o privado. Según el mismo censo, 21 personas (18.75%) tienen alguna discapacidad o límite motriz para realizar sus actividades diarias, mientras que 3 habitantes (2.68%) poseen algún problema o condición mental.

### Población histórica
| Año           | 1900 | 1910 | 1921 | 1930 | 1940 | 1950 | 1960 | 1970 | 1980 | 1990 | 1995 | 2000 | 2005 | 2010 | 2020 |
| Población     | 417  | 419  | 0    | 296  | 420  | 488  | 378  | 370  | 272  | 255  | 185  | 159  | 136  | 133  | 112  |
| Fuente: INEGI |      |      |      |      |      |      |      |      |      |      |      |      |      |      |      |

## Gobierno
Véase también: Gobierno del Municipio de Arivechi
Bámori es una de las 4 localidades que conforman el municipio de Arivechi y su sede de gobierno se encuentra en el poblado de Arivechi, el cual es la cabecera del municipio. Tiene la categoría de comisaría, lo que le permite tener a un residente con la función de comisario.

## Fiestas y tradiciones
- Semana Santa, Fiestas de Semana Santa.
- Primer domingo de octubre, día de Nuestra Señora del Rosario.[9]